# Planet Outlaws
Planet Outlaws – amerykański film z 1953 w reżyserii Harry'ego Reviera.